# Paulo Morelli
Paulo de Tarso Morelli (São Paulo, 1956) é um diretor de cinema brasileiro.
Quando estudante de arquitetura na FAU-USP, Morelli se envolveu com cinema experimental. Nos anos 90 fundou, juntamente com Fernando Meirelles e Andrea Barata Ribeiro, a O2 Filmes, realizando comerciais e programas de televisão. Estreou no cinema em 1997 com o curta-metragem Lápide, premiado em Havana, Los Angeles, Rio e São Paulo.
Entre Nós é dirigido e roteirizado em parceria com Pedro Morelli, os quais são pai e filho, respectivamente. Inicialmente, o título da obra era A Pele do Cordeiro, durante o período de filmagem, mas posteriormente foi alterado para Entre Nós.
Durante o período de pré-produção do filme, foi criado um blog onde o diretor Paulo Morelli atualizava e dava informações de detalhes da produção. O blog ficou disponível no site da empresa produtora do filme O2 Filmes. As filmagens ocorreram inteiramente em uma casa de campo na Serra da Mantiqueira, no Rio de Janeiro.

## Filmografia
- 1997 - Lápide - curta-metragem
- 2003 - O Preço da Paz[3]
- 2004 - Viva Voz [4]
- 2004 - Cidade dos Homens - três episódios da série de TV.
- 2007 - Cidade dos Homens - versão em longa-metragem.
- 2013 - Entre Nós[5]